# دبليو. بي. هوبكينز
دبليو. بي. هوبكينز (بالإنجليزية: W. B. Hopkins)‏ هو مدير فني أمريكي، ولد في 1869 في أونتاريو في الولايات المتحدة، وتوفي في 6 ديسمبر 1935 في ماريون في الولايات المتحدة.